# Japanse keuken

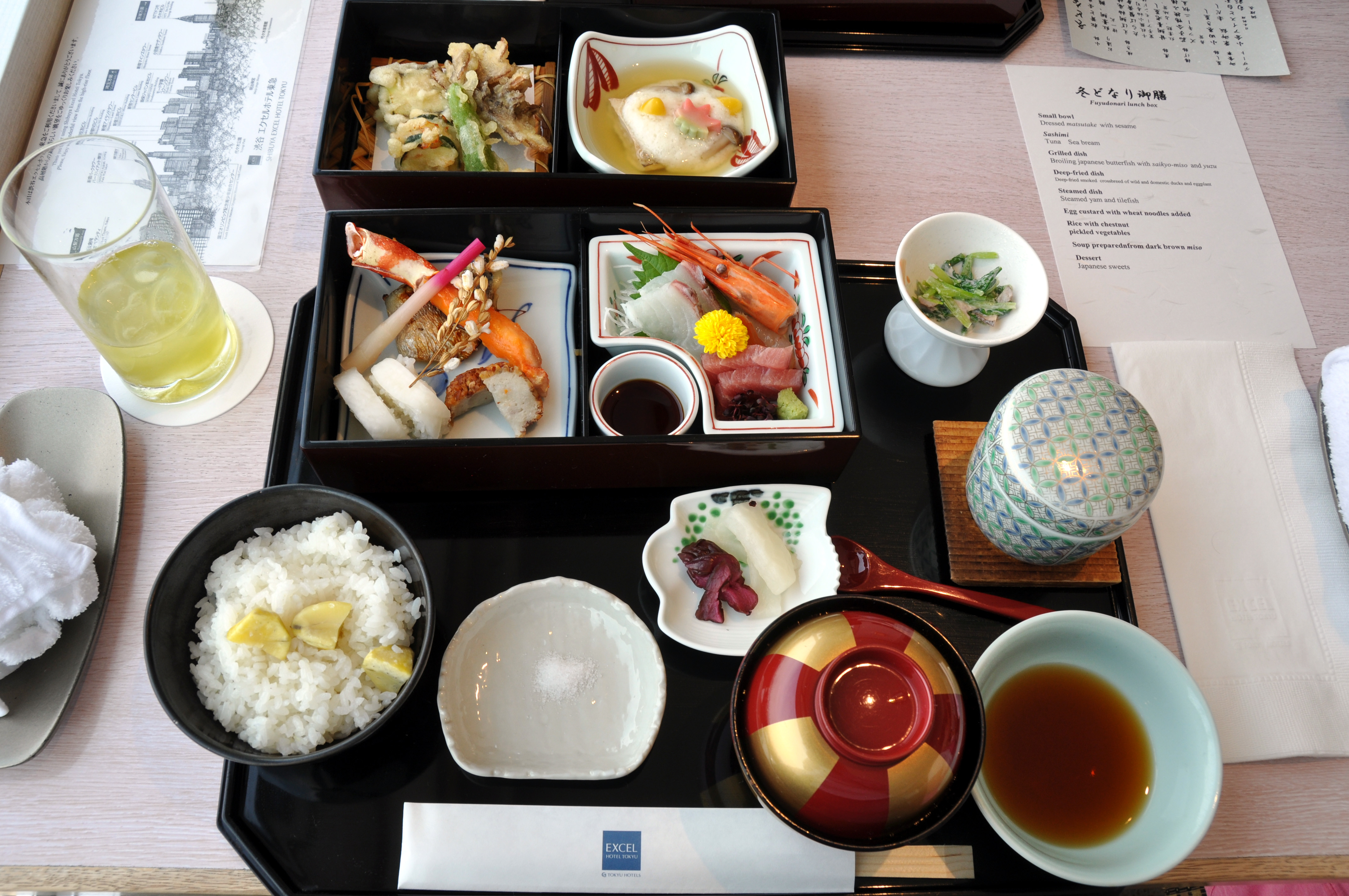
Traditionele Japanse gerechten

Dit artikel gaat over de Japanse keuken.

## Gerechten
- Ankimo
- Beni shoga
- Bento (lunchbox)
- Donburi (rijstgerecht)
- Fugu (kogelvis)
- Gyudon (vleesgerecht met rijst en ui)
- Kakigori (schaafijs)
- Kayu
- Konjak
- Misosoep (soep uit miso- en dashibouillion)
- Natto (gefermenteerde sojabonen)
- Nikujaga
- Okonomiyaki
- Onigiri (rijstpakketje)
- Ramen (noedelsoep)
- Sashimi (dunne plakjes vis of schelpdieren)

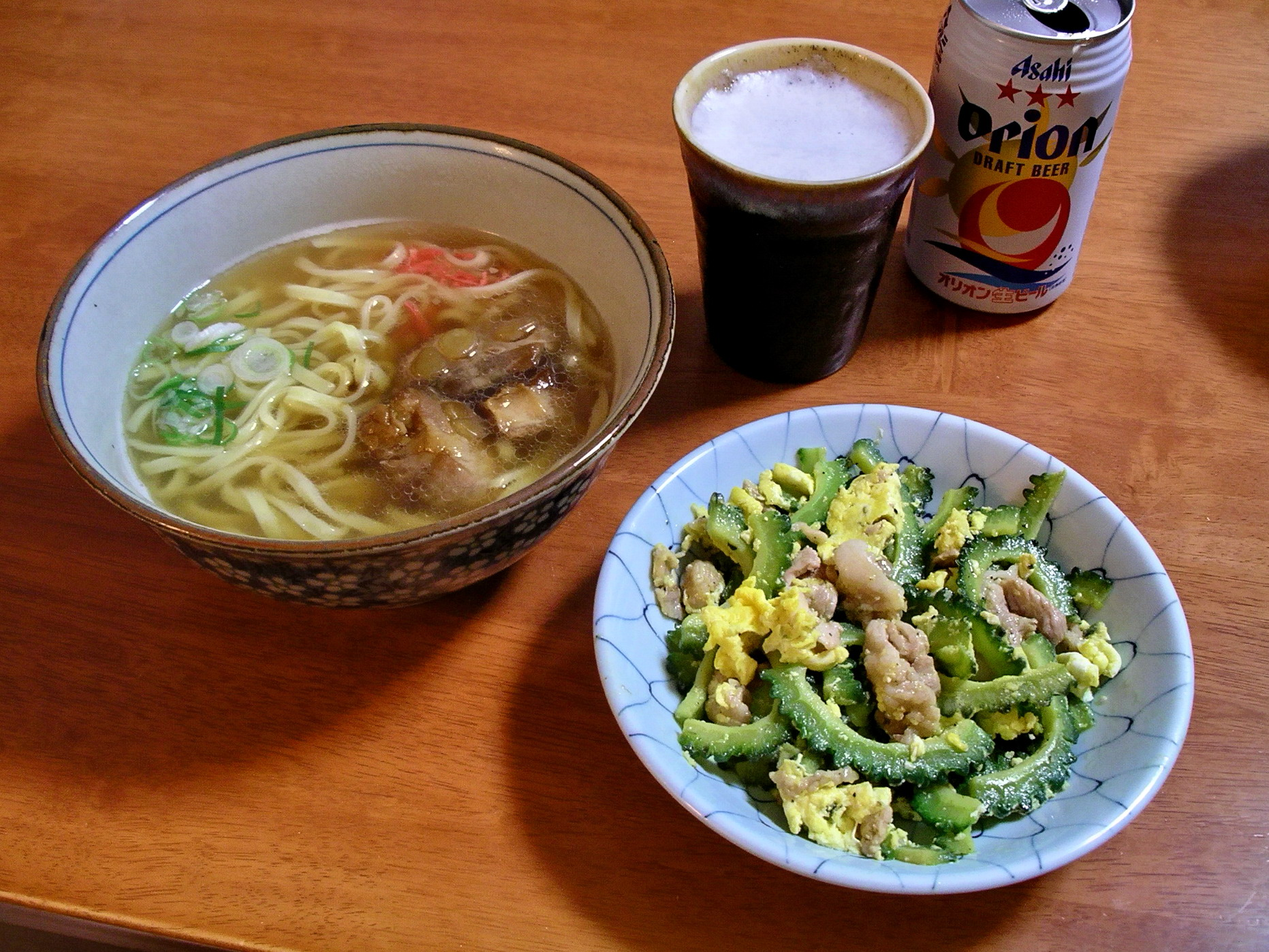

- Sobanoedels (dunne noedels)
- Sukiyaki
- Sushi
- Tai (rode zeebrasem)
- Wagashi (zoetwaren)
- Yakiudon

### Wagashi
Wagashi zijn Japanse zoetwaren.
- Anmitsu (schaaltje met zoete traditionele ingrediënten, waaronder anko en kuromitsu)
- Anpan (zoet broodje gevuld met anko, witte bonen, sesam of kastanje)
- Botamochi
- Daifuku (kleefrijstcake met vulling)
- Dango (gekookte deegbal gemaakt van kleefrijstmeel (mochiko), vaak met meerdere op een stokje geregen)
- Dorayaki (dubbele pannenkoek met vulling)
- Imagawayaki (gevulde wafel)
- Japanse zoutjes (senbei)
- Manju
- Mizu shingen mochi (gelei-achtige mochi)
- Mochi (kleefrijstcake)
- Taiyaki (visvormige gevulde wafel)

### Japanse snacks en snoepmerken
- Glico (snoepmerk)
- Koala's March (gevulde snoepkussentjes)
- Lotte (snoepmerk)
- Mikado of Pocky (snoepstokjes gedompeld in chocolade)

## Dranken
- Asahi (bier)
- Calpis (frisdrank)
- Gyokuro (thee)
- Kirin (bier)
- Matcha (Japanse groene thee)
- Pocari Sweat (sportdrank)
- Sake (alcoholische drank uit rijst)
- Sapporo (bier)
- Shochu (gedestilleerde drank)
- Yakult (zuiveldrank)
- Yamazaki (whisky)

## Technieken
- Tataki
- Tempura
- Teppanyaki (gebakken op een plaat)
- Teriyaki
- Haran kazarigiri (decoratief snijden)

## Ingrediënten
- Anko (zoete rodebonenpasta)
- Bosui (lenteui)
- Daikon (radijs)
- Dashi (soort bouillon)
- Edamame (onrijpe sojaboon)
- Gomasio (geroosterd sesamzaad)
- Katsuobushi of bonito-vlokken (schaafsel van gedroogde, gefermenteerde en gerookte gestreepte tonijn (echte bonito))
- Kinako (geroosterde sojameel)
- Kuromitsu (donkere suikersiroop)
- Kuzu (meel van de wortels van de kudzu-plant)
- Mirin (zoete rijstwijn met laag alcoholpercentage)
- Miso, shiromiso, akamiso, awasemiso (gefermenteerde sojabonenpasta)
- Panko (Japans paneermeel)
- Rijstmeel of kleefrijstmeel (joshinko, mochiko)
- Rijstolie
- Sakura (Japanse kersenbloesem)
- Sesamzaadjes
- Seitan (eiwitrijke vleesvervanger uit tarwe-gluten)
- Shiso
- Sojasaus (saus van gefermenteerde sojabonen)
- Stengelui
- Tofoe of tofu (sojaproduct)
- Wagyu (rundvlees)
- Warabi (meel van de wortels van de Pteridium-plant)
- Wasabi
- Yuzu (citrusvrucht)

### Wieren en algen
- Palmwier
- Kanten (agaragar-gelei uit roodwier)
- Nori (zeewier)
- Wakame (dunne groene zeewieren)
- Zeesla